# الدوري المغربي لكرة القدم 1981–82
الدوري المغربي لكرة القدم 1981-1982 هو الموسم 26 من البطولة الوطنية المغربية لكرة القدم . يتنافس خلاله 18 من أفضل الأندية الوطنية المغربية.توج بهذا الموسم فريق النادي القنيطري .